# Danijel Bešič Loredan
Danijel Bešič Loredan (ur. 18 maja 1973 w Koprze) – słoweński lekarz i polityk, w latach 2022–2023 minister zdrowia i wicepremier.

## Życiorys
W 1999 ukończył studia medyczne na Uniwersytecie Lublańskim, a w 2006 uzyskał specjalizację z ortopedii. Pracował początkowo w szpitalu ortopedycznym OB Valdoltra, później praktykował w klinice w Szwajcarii. W latach 2016–2021 zatrudniony w szpitalu ogólnym w mieście Šempeter pri Gorici, był w nim głównym chirurgiem (2018–2019) oraz ordynatorem oddziału ortopedii (2020–2021). Pracował też w placówkach medycznych w Lublanie i Koprze.
W 2018 objął funkcję przewodniczącego stronnictwa „Gibanje Skupaj naprej”, które nie uzyskało w tymże roku poselskiej reprezentacji. W 2022 związał się z ugrupowaniem Ruch Wolności Roberta Goloba. W czerwcu 2022 objął funkcję ministra zdrowia w rządzie lidera tej partii, mianowano go również na wicepremiera tego gabinetu. Stanowiska rządowe zajmował do lipca 2023.